# Spasskije Wysiełki (obwód kurski)
Spasskije Wysiełki (ros. Спасские Выселки) – chutor w zachodniej Rosji, w sielsowiecie wysokskim rejonu miedwieńskiego w obwodzie kurskim.

## Geografia
Miejscowość położona jest nad Rieutem (lewy dopływ Sejmu), 4,5 km od centrum administracyjnego sielsowietu (Wysokoje), 11 km na północny zachód od centrum administracyjnego rejonu (Miedwienka), 34 km na południowy zachód od Kurska, 10,5 km od drogi magistralnej (federalnego znaczenia) M2 «Krym».
W chutorze znajduje się 65 posesji.
Klimat
Miejscowość, jak i cały rejon, znajduje się w strefie klimatu kontynentalnego z łagodnym ciepłym latem i równomiernie rozłożonymi opadami rocznymi (Dfb w klasyfikacji klimatów Köppena).

## Demografia
W 2010 r. chutor zamieszkiwały 73 osoby.